# Flinders (fleuve)
Pour les articles homonymes, voir Flinders.
Le Flinders est un fleuve et le plus long cours d'eau du Queensland en Australie avec environ 840 km.

## Géographie
Le fleuve prend sa source dans la cordillère australienne au nord-est d'Hughenden; il traverse les villes d'Hughenden, Richmond et Julia Creek avant d'aller se jeter dans le golfe de Carpentarie près de Karumba.

## Affluents
Ses principaux affluents sont la Cloncurry River et la Corella River.

## Étymologie
Le fleuve doit son nom à l'explorateur Matthew Flinders.